# Il mio canto libero (programma televisivo)
Il mio canto libero - Concerto per Lucio Battisti è stato un concerto-evento tributo a Lucio Battisti condotto da Loretta Goggi, andato in onda su Canale 5 l'11 settembre del 1998 in prima serata, a due giorni di distanza dalla scomparsa del cantautore.

## Il programma
La decisione di organizzare un concerto in memoria di Battisti fu presa lo stesso 9 settembre (giorno della morte del musicista) dal direttore di Canale 5 Maurizio Costanzo; l'evento venne organizzato in poco tempo grazie al consenso del sindaco di Roma Francesco Rutelli. È stato trasmesso in diretta da piazza del Campidoglio di Roma, nella quale si trovava un pubblico di oltre 20 000 persone, e ha visto la partecipazione di numerosi artisti che hanno collaborato ed incontrato il cantautore nel corso della sua carriera tra cui i Dik Dik, Maurizio Vandelli, Shel Shapiro, Bruno Lauzi, Adriano Pappalardo, Silvia Salemi (che fa eccezione in quanto unica a non aver conosciuto Battisti) e la stessa Loretta Goggi (la quale tra l'altro aveva esordito come conduttrice nel 1968 proprio con uno speciale televisivo della Rai incentrato su Lucio Battisti) che, oltre a condurre il programma dopo sei anni di assenza dalla TV, interpreta alcuni brani del cantautore. Tutte le esibizioni sono accompagnate dalla Demo Band diretta dal maestro Demo Morselli. Alla serata prende inoltre parte il coro romano SAT&B. Il programma fu seguito su Canale 5 da 8.268.000 telespettatori ed è stato replicato in prima serata il 10 settembre 2008 con il titolo Speciale SuperShow: Omaggio a Lucio Battisti, per celebrare il decennale della scomparsa.
Tra il pubblico in piazza erano presenti Barbara D'Urso, Cinzia Leone, Eleonora Brigliadori e Luana Ravegnini, semplicemente inquadrate in maniera sporadica ma curiosamente citate nei titoli di coda. Un altro spettatore dello spettacolo fu Giulio Caporaso, direttore della rivista mensile del Diner's Club Italia, il quale fu all'origine di un caso mediatico quando dichiarò che, dopo aver assistito al concerto, sognò Battisti che - tra le altre cose - gli parlava di arcobaleni. Caporaso inserì una lunga descrizione del sogno nel numero di ottobre 1998 della rivista, dedicandogli anche la copertina, contribuendo ad alimentare la storia delle presunte "apparizioni" del defunto cantante, già sollevata da una sedicente medium spagnola, storia che ispirò a Mogol il testo della canzone L'arcobaleno cantata da Adriano Celentano.

### Canzoni eseguite
- Il mio canto libero interpretata dal coro SAT&B e da tutti gli artisti presenti
- Pensieri e parole interpretata da Maurizio Vandelli
- E penso a te interpretata da Bruno Lauzi
- La luce dell'est interpretata dai Dik Dik
- Acqua azzurra acqua chiara interpretata dai Dik Dik
- Anche per te interpretata da Silvia Salemi
- Mi ritorni in mente interpretata da Maurizio Vandelli
- Fiori rosa fiori di pesco interpretata da Maurizio Vandelli
- I giardini di marzo interpretata da Loretta Goggi
- Io vivrò (senza te) interpretata da Shel Shapiro
- Non è Francesca interpretata da Shel Shapiro
- Il tempo di morire interpretata da Adriano Pappalardo
- Emozioni interpretata da Maurizio Vandelli
- 7 e 40 interpretata dai Dik Dik
- Dieci ragazze interpretata dai Dik Dik
- Amarsi un po' interpretata da Silvia Salemi
- 29 settembre interpretata da Maurizio Vandelli
- L'aquila interpretata da Bruno Lauzi
- Un'avventura intonata spontaneamente dal pubblico
- Anna interpretata da Adriano Pappalardo
- Io vorrei... non vorrei... ma se vuoi interpretata da Loretta Goggi
- La canzone del sole interpretata da tutti gli artisti presenti
- Il mio canto libero interpretata dal coro SAT&B

## Cast tecnico
- Ideatore: Maurizio Costanzo
- Autori: Salvatore De Pasquale e Piero Ameli
- Regia: Roberto Cenci